# Alfred Louchet
Alfred Yvon Louchet (Aumale 6 de junho de 1902 – 26 de janeiro de 1944) foi um ciclista francês. Ele competiu no Tour de France de 1926. Ele morreu no campo de concentração de Mauthausen durante a Segunda Guerra Mundial.